# Эксельсиорская бригада
Эксельсиорская бригада (Excelsior Brigade, иногда переводится как «Превосходная бригада») — бригада армии Союза во время гражданской войны в США. Была сформирована в Нью-Йорке бывшим конгрессменом Дэниелем Сиклсом, и числилась в составе Потомакской армии. Принимала участие практически во всех сражениях Гражданской войны на Востоке.

## Формирование
Когда началась Гражданская война, бывший конгрессмен Дэниель Сиклс, чья репутация серьёзно пострадала после скандала, связанного с убийством Филипа Кея, решил воспользоваться ситуацией для восстановления своего доброго имени. Он получил разрешение Военного Департамента на набор рекрутов и в мае 1861 года собрал несколько тысяч человек в окрестностях Нью-Йорка. 20 июня первый из набранных им полков («1-й Эксельсиорский») был принят на службу в федеральную армию в Кэмп-Скотт на острове Статен как 70-й Нью-Йоркский пехотный полк. Сам Сиклс стал полковником этого полка, а Уильям Дуайт — подполковником. 2-й Эксельсиорский был принят на службу между 20 июня и 18 июля, 3-й принят между июнем и декабрем. 4-й принят 8 июля, и 5-й принят между 20 июня и 6 октября.
В августе Эксельсиорская бригада была включена в состав Потомакской армии, а Сиклс стал бригадным генералом, сдав полк Уильяму Дуайту. Бригада состояла из четырёх Нью-Йоркских полков:
- 70-й Нью-Йоркский пехотный полк: полковник Уильям Дуайт[англ.]
- 71-й Нью-Йоркский пехотный полк: полковник Джордж Холл
- 72-й Нью-Йоркский пехотный полк: полковник Нельсон Тейлор[англ.]
- 74-й Нью-Йоркский пехотный полк: полковник Чарльз Грэм

10 октября в состав бригады был введён 73-й Нью-Йоркский пехотный полк под командованием Уильяма Брюстера.

### Название
Бригада получила название «Excelsior Brigade», заимствованное из официального девиза штата Нью-Йорк, размещенного на его флаге. Это латинское слово переводят как «превосходный», «лучший», «благородный», но чаще — как «Всё дальше».

## История

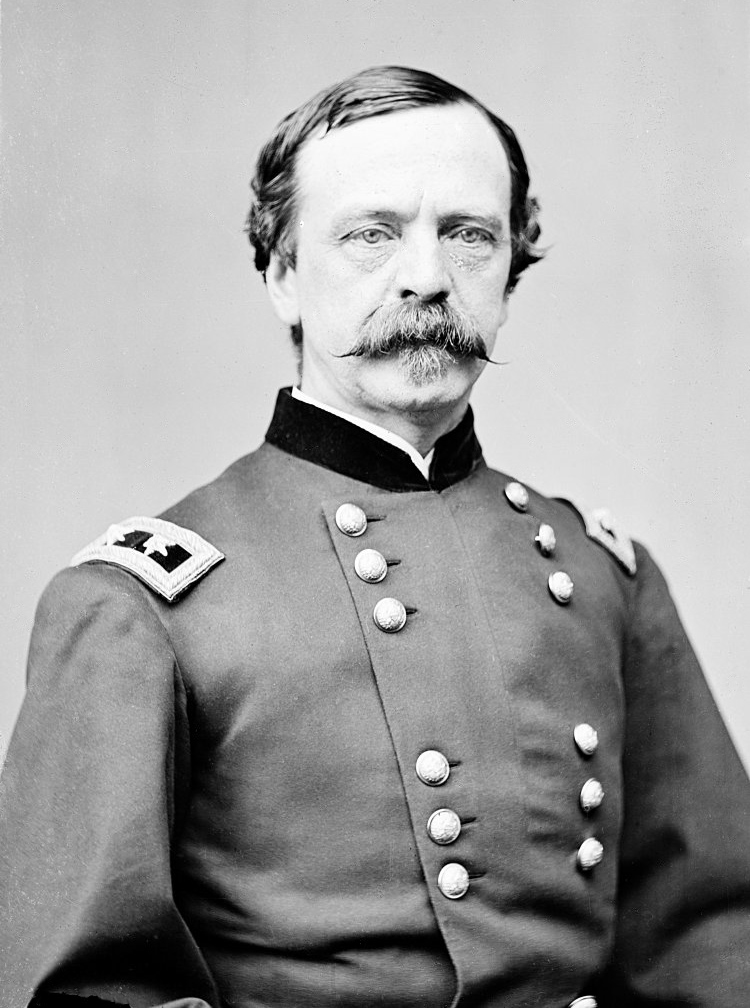
Генерал Дэн Сиклс

В конце 1861 года бригада была направлена в Ливерпуль-Пойнт на реке Потомак, где использовалась для охранения реки. Она постояла там до весны, проводя время в тренировках. В марте 1862 года бригада стала 2-й бригадой 2-й дивизии III корпуса Потомакской армии (или же бригадой Сиклса в дивизии Хукера в корпусе Хейнцельмана). 9 апреля бригаду погрузили на транспорты и отправили на Вирджинский полуостров. В это время Конгресс отказался утвердить генеральское звание Сиклса и он был отозван из бригады, сдав командование полковнику Нельсону Тейлору.
Она приняла участие в осаде Йорктауна, и весь месяц её рядовые рыли траншеи или использовались в охранении. Предположительно, именно 4-й Эксельсиорский (73-й Нью-Йоркский) 4 мая первый обнаружил, что южане покинули укрепления Йорктауна. За все время осады бригада потеряла всего 1 человека убитым и 2 ранеными.
Дивизия Хукера была выбрана для преследования отступающего противника. У Уильямсберга она утром 5 мая столкнулась с противником и началось сражение при Уильямсберге. В 14:00 Эксельсиорская бригада была брошена в бой у форта Магрудер. По словам полковника Уильяма Фокса, именно Эксельсиорская бригада и бригада Хэнкока вынесли на себе всю тяжесть боя в тот день. И основные потери пришлись именно на эти бригады. Эксельсиорская потеряла примерно 774 человека. 1-й полк потерял 330, 3-й полк потерял 195, 4-й полк потерял 104, 5-й поле потерял 143. Бригада потеряла почти четверть своего состава. (71-й Нью-Йоркский не присутствовал при сражении)
После сражения бригада продолжила наступать на Ричмонд. Тейлора в должности командира сменил генерал Эберкромби. В это время в Вашингтоне 13 мая Сенат проголосовал за возвращение Сиклсу генеральского звания. Он вернулся в бригаду когда та стояла в Бейли-Кроссроудс или у Боттом-Бридж на реке Чикахомини. Она стояла у этого моста 25 мая, когда остальные бригаду Хукера перешли реку по Уайт-Оак-Бридж. 31 мая южане атаковали противника к югу от Чикахомини и началось сражение при Севен-Пайнс. Бригада срочно отправилась к месту сражения, до которого было около 8 миль. Она была брошена в контратаку, со 2-м Эксельсиорским (71-м Нью-Йоркским, не пострадавшим при Уильямсберге) в авангарде, и отбросила противника, заняв позицию, которую до этого занимала дивизия Кейсей. В этом бою бригада потеряла всего 74 человека: 70-й Нью-Йоркский потерял 18 человек, 74-й Нью-Йоркский потерял 20 человек. Генерал Сиклс был не очень доволен, что его бригаду постоянно держат на передовой позиции и запросил командование, не желают ли они, чтобы он брал Ричмонд в одиночку?

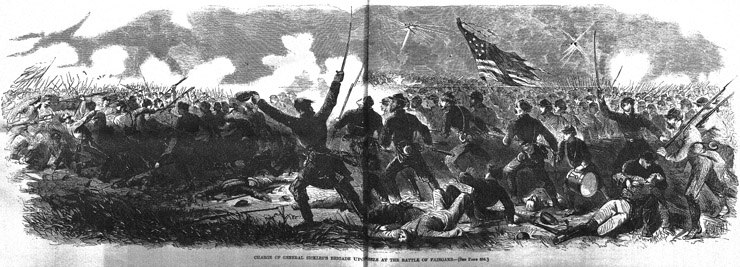
Атака Эксельсиорской бригады в сражении при Севен-Пайнс

…

### Геттисберг

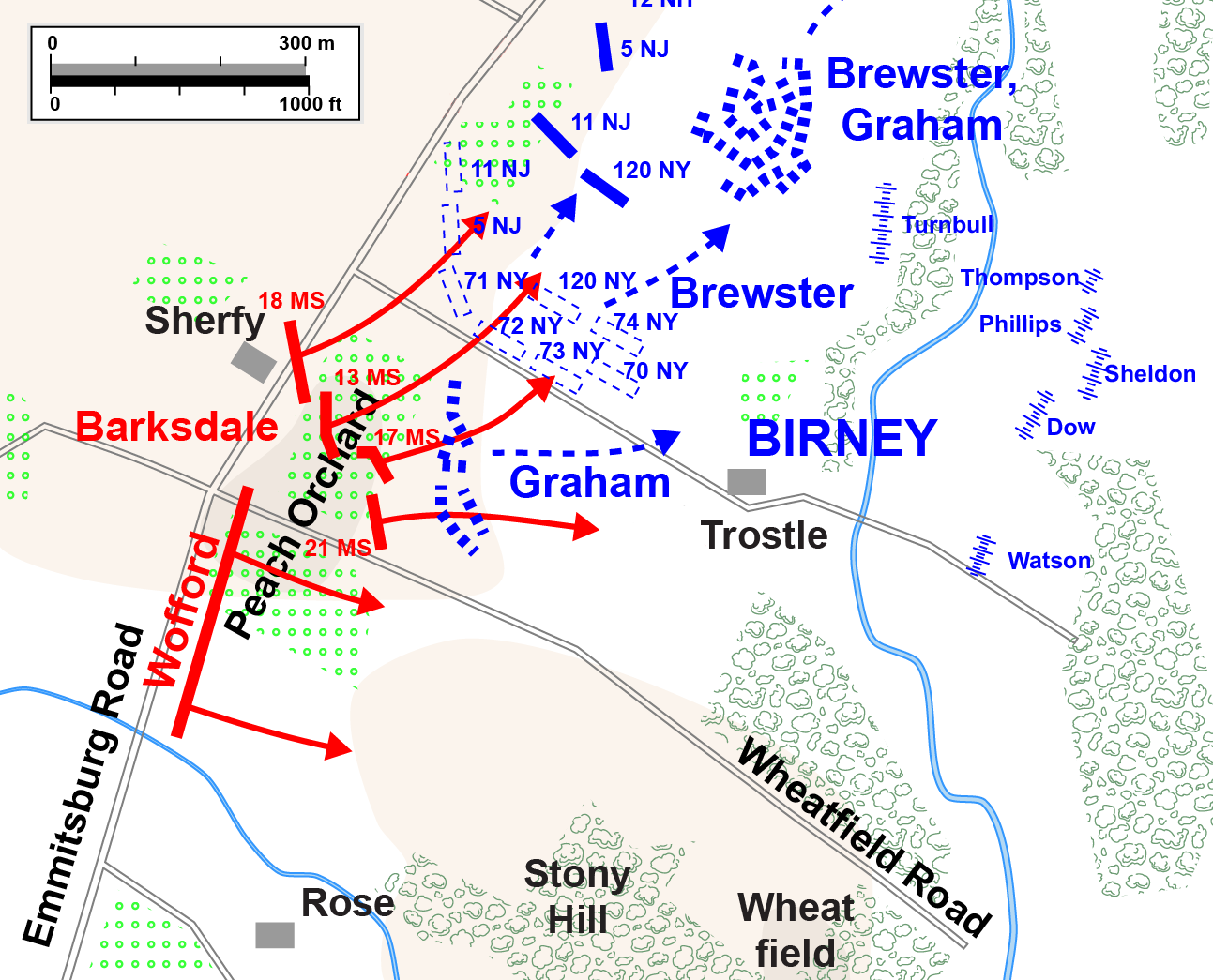
Эксельсиорская бригада в сражении за Персиковый сад.

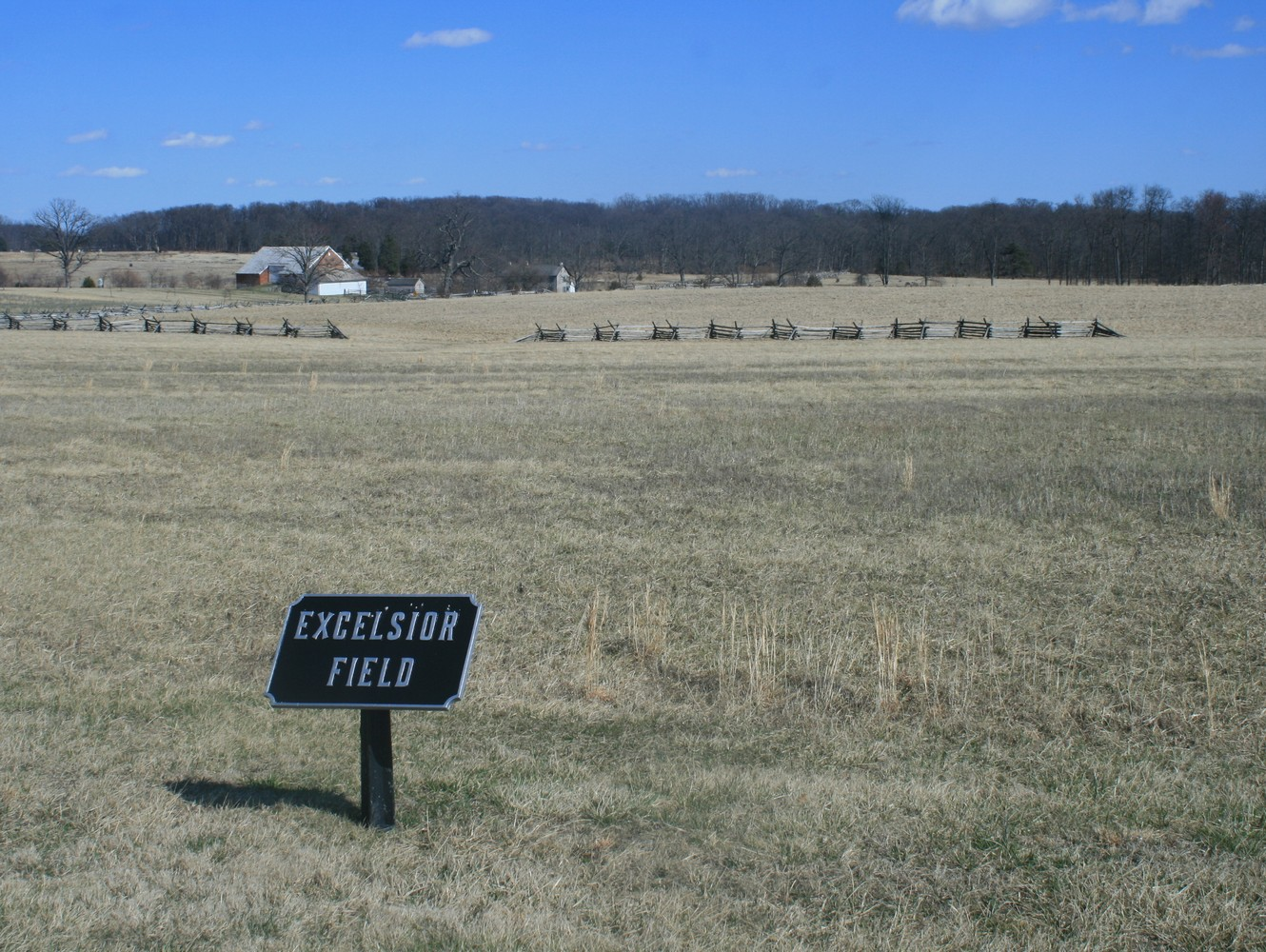
Место, где сражалась Эксельсиорская бригада под Геттисбергом.

Во время Геттисбергской кампании Эксельсиорская бригада числилась в дивизии Хэмфриса. Она прибыла к Геттисбергу только ночью 2-го июля и была размещена на Кладбищенском хребте. Днем генерал Сиклс приказал Хэмфрису выдвинуть дивизию вперёд, на линию Эммитсбергской дороги, и на новой позиции бригада была поставлена на левом фланге, примыкая к правому флангу бригады Грэма у Персикового сада. Когда началась атака южан на Персиковый сад, Сиклс приказал передать 73-й Нью-Йоркский полк на усиление бригады Грэма. Бригада Грэма была разбита у Персикового сада и наступающая миссисипская бригада Барксдейла вышла во фланг бригаде Брюстера. Полки бригады Брюстера, стоящие вдоль дороги, начали разворачиваться влево, навстречу миссисипцам. 11-й Нью-Джерсийский занял позицию у фермы Клингла. Позиция 71-го и 72-го Нью-Йоркских полков неизвестна, но предположительно они также выстроились в линию с первым. К этой позиции должны были отступать остатки разбитой бригады Грэма, но эти отступающие только внесли смятение в ряды бригады Брюстера, и миссисипцы без большого труда опрокинули позиции 71-го, 72-го и, возможно, 73-го полков. На позиции остался только 120-й Нью-Йоркский полк подполковника Корнелиуса Вестбрука, который на какое-то время задержал миссисипцев. Полку Вестбрука удалось продержаться довольно долго; некоторые исследователи говорят о целом часе, хотя Гарри Пфанц считает это маловероятным. В этом бою полк потерял 203 человека.
Части левее нас стали отступать, — вспоминал потом генерал Брюстер, — противник наступал на нас крупными силами и вёл по нам ужасающий огонь из ружей и артиллерии, и во фронт, и во фланг. Наши люди отвечали весьма эффективно, на какое-то время остановили противника, но части слева от нас отошли ещё дальше назад, оставив наш фланг открытым анфиладному огню, и мы были вынуждены отступать, что и было проделано в хорошем порядке, хотя и с большими потерями в рядовых и офицерах.